# 汤姆·克雷格
汤姆·威廉·克雷格（英語：Tom William Craig，1995年9月3日—），生于新南威尔士州，澳大利亚男子曲棍球运动员。他曾代表澳大利亚国家队参加2020年夏季奥林匹克运动会曲棍球比赛，获得一枚银牌。
2024年8月，正在巴黎参加2024年夏季奥林匹克运动会曲棍球比赛的克雷格因购买可卡因被法国警方逮捕。